# Mike Morasky
Mike Morasky est un compositeur et technicien visuel américain. Il est principalement connu pour avoir composé la musique de plusieurs jeux vidéo de Valve Corporation, comme Portal 2 ou la série Left 4 Dead. Il est aussi connu pour les effets spéciaux révolutionnaires qu'il a réalisé pour les trilogies des Seigneur des anneaux et des Matrix. Il a aussi formé, en 1986, le groupe Steel Pole Bath Tub, au sein duquel il est guitariste et chanteur.

## Filmographie

### Compositeur

#### Cinéma
- 2003 : Dopamine
- 2006 : One Winter Story
- 2007 : Meet the Heavy
- 2007 : Meet the Soldier
- 2007 : Meet the Engineer
- 2007 : Meet the Demoman
- 2008 : Meet the Scout
- 2008 : Life in Flight
- 2008 : Meet the Sniper
- 2008 : Meet the Sandvich
- 2010 : Save Me Some Sugar
- 2011 : Meet the Medic
- 2012 : Meet the Pyro

#### Jeu vidéo
- 2005 : Day of Defeat: Source
- 2007 : Portal
- 2007 - 2016 : Team Fortress 2
- 2008 : Left 4 Dead
- 2009 : Left 4 Dead 2
- 2011 : Portal 2
- 2012 : Counter-Strike: Global Offensive
- 2020 : Half-Life: Alyx
- 2023 : Counter-Strike 2

### Technicien visuel
- 2001 : Le Seigneur des anneaux : La Communauté de l'anneau
- 2002 : Le Seigneur des anneaux : Les Deux Tours
- 2003 : Matrix Reloaded
- 2003 : Matrix Revolutions
- 2003 : Le Seigneur des anneaux : Le Retour du roi
- 2004 : Catwoman
- 2005 : Drawing Restraint 9
- 2006 : Pirates des Caraïbes : Le Secret du coffre maudit